# Saturn devorându-și fiul
Saturn devorându-și fiul este numele unei picturi realizate de Francisco Goya. În conformitate cu interpretarea tradițională, se descrie mitul grecesc al titanului Cronos (în mitologia romană Saturn), care, temându-se că va fi detronat, își devorează copiii.
Această lucrare este una dintre cele 14 picturi negre ale lui Goya. Artistul a pictat direct pe pereții casei sale, cândva între anii 1819 și 1823, iar pictura a fost transferată pe o pânză după moartea sa și a fost expusă în Muzeul Prado din Madrid.